# Pieter Bijl
Pieter Bijl (Espel, 14 oktober 1964) is een Nederlands voormalig profvoetballer die speelde voor sc Heerenveen, FC Utrecht en Go Ahead Eagles.   
Hij speelde met FC Utrecht vier wedstrijden in het 1991-92 UEFA Cup seizoen in de thuis- en uitwedstrijden tegen SK Sturm Graz en Real Madrid.

## Clubstatistieken
| seizoen | club            | competitie     | duels | goals |
| ------- | --------------- | -------------- | ----- | ----- |
| 1983/84 | sc Heerenveen   | Eerste divisie | 13    | 2     |
| 1984/85 | sc Heerenveen   | Eerste divisie | 34    | 3     |
| 1985/86 | sc Heerenveen   | Eerste divisie | 34    | 1     |
| 1986/87 | sc Heerenveen   | Eerste divisie | 20    | 5     |
| 1987/88 | sc Heerenveen   | Eerste divisie | 24    | 3     |
| 1988/89 | sc Heerenveen   | Eerste divisie | 35    | 3     |
| 1989/90 | sc Heerenveen   | Eerste divisie | 23    | 4     |
| 1990/91 | FC Utrecht      | Eredivisie     | 31    | 6     |
| 1991/92 | FC Utrecht      | Eredivisie     | 30    | 7     |
| 1992/93 | FC Utrecht      | Eredivisie     | 34    | 7     |
| 1993/94 | FC Utrecht      | Eredivisie     | 33    | 3     |
| 1994/95 | sc Heerenveen   | Eredivisie     | 15    | 1     |
| 1995/96 | Go Ahead Eagles | Eredivisie     | 19    | 3     |